# Stéphane Roussel
Stéphane Roussel (* 25. Oktober 1902 in Wien, Österreich; † 24. April 1999 in Paris, Frankreich), geboren als Stefanie Landeis, war eine französische Journalistin und Autorin. Sie war die erste Auslandskorrespondentin Frankreichs und wird als Grande Dame des französischen Journalismus betrachtet. Vor und nach dem Zweiten Weltkrieg war sie überwiegend in Deutschland tätig. Einer breiten Öffentlichkeit wurde sie über ihre häufige Teilnahme am Internationalen Frühschoppen mit Werner Höfer im Deutschen Fernsehen bekannt.

## Leben

### Familie
Stefanie („Steffi“) Landeis wurde zur Zeit der österreichisch-ungarischen k.u.k. Monarchie als zweites Kind des Kaufmanns Karl (Charles) Landeis (* 1876) und dessen Ehefrau Friederike („Fritzi“), geborene Schwarz, geboren. Ihr Vater arbeitete für die französische Botschaft in Wien, später in Paris. Ihr älterer Bruder Robert wurde 1901, ihre jüngeren Schwestern Hedi („Heddy“) 1904 und Gertrud („Gerti“) 1905 geboren. Im Alter von sechs Jahren verlor Stefanie Landeis am 20. November 1908 ihre erst dreißigjährige Mutter, die an Schwindsucht starb.
Stefanie Landeis führte ab Ende der 1930er Jahre eine von ihr später als gescheitert bezeichnete Zweckehe mit einem späteren französischen Widerstandskämpfer der Résistance, durch den sie den Familiennamen Roussel erhielt, und später noch zwei Lebenspartnerschaften ohne Trauschein. Zum Zeitpunkt ihrer Eheschließung konvertierte sie, die jüdischer Abstammung war, zum Katholizismus und änderte ihren deutschen Vornamen in das frankophone Stéphane. Ihr Ehemann kam später als Partisan um.

### Ausbildung
Stefanie besuchte in Frankreich die Schule, später studierte sie in Wien und Paris und erwarb die Berechtigung, die französische Sprache zu unterrichten. Nach ihrem Studium arbeitete sie aufgrund der Auswirkungen der Weltwirtschaftskrise zunächst unterhalb ihrer Qualifikation. Für ihren Berufseinstieg war ihre Zweisprachigkeit entscheidend. Zunächst war sie in der damals größten Berliner Künstleragentur beschäftigt, wo sie die Grundlagen ihrer späteren Arbeit erlernte, indem sie als Dolmetscherin der internationalen Klientel fungierte. Als ihre besten Lehrer dieser Phase bezeichnete sie Akrobaten, die ihr verdeutlicht hätten, wie entscheidend Durchhaltevermögen sei. Auch solle man sich die Schwierigkeit der Bewältigung mancher Herausforderungen nie anmerken lassen.

### Berufliche Laufbahn
Ab 1930 arbeitete sie dann als Sekretärin für die angesehene französische Tageszeitung Le Matin in deren Berliner Büro. Das zu dieser Zeit moderat-republikanische Blatt war eine von vier großen Tageszeitungen Frankreichs. Durch eine schwere Erkrankung des Berliner Korrespondenten übernahm sie für ihn die Berichterstattung nach Paris und wurde so, obwohl noch immer Sekretärin, de facto erste Auslandskorrespondentin Frankreichs, zunächst inoffiziell. Nachdem die Redaktion in Paris davon erfahren hatte, übertrug man ihr die kommissarische Leitung des Berliner Korrespondentenbüros. Außerdem wurden die Artikel nun unter ihrem Namen Stefanie Landeis veröffentlicht. Kurzzeitig wurde Philippe Barrès, der Sohn von Maurice Barrès, des 1923 verstorbenen Chefredakteurs von Le Matin und Paris-Soir, zum Leiter des Berliner Korrespondentenbüros ernannt. Von 1934 bis zur Schließung des Büros 1938 wurde sie ganz offiziell dessen Leiterin, für eine Frau damals eine ganz außergewöhnliche Position. Es sei die interessanteste Position bei dieser Zeitung gewesen, die man habe übernehmen können. Auf diese Weise begann sie ungeplant eine journalistische Karriere und war zwischen 1930 und 1938 eine von insgesamt nur vier Journalistinnen in der Reichshauptstadt. Als Frau wurde sie von Männern häufig intellektuell unterschätzt und erfuhr daher oft weit mehr von ihnen, weil diese meinten, ausführlicher erläutern zu müssen.
Nach eigener Aussage fühlte sich Landeis in Deutschland zu Beginn der 1930er Jahre sehr schnell heimisch. Äußerst feinfühlig nahm sie die Unterschiede zwischen Deutschland und Frankreich, die Stimmungen in der Bevölkerung sowie die Entwicklungen und Tendenzen in der Gesellschaft, Wirtschaft und Politik sowie die systemischen Schwächen der Weimarer Republik wahr. Die journalistische Tätigkeit und der damit verbundene sensible Umgang mit dem Wort lagen ihr sehr. Sie engagierte sich für ihren Beruf und die Sprache mit großer Leidenschaft. Sie betrachtete ihre Aufgabe als die einer dokumentierenden Zeitzeugin, deren persönliche Betroffenheit zurückzustellen sei, bis die Leser informiert worden waren. Gleichzeitig entwickelte sie rasch eine hohe Affinität zu ihrem Gastland Deutschland und pflegte viele Freundschaften mit Deutschen.

„Es (Deutschland) war ein Land mit seinen Schattenseiten und Problemen – gewiß – nicht gerade modern, und schon gar nicht in der Politik. Aber es war offen für Ideen und Gäste wie mich. (…) Berlin war damals wie eine Art New York in Europa, viel weniger geschlossen als Paris. Die Türen in Berlin (standen) weit offen für einen Ausländer. Umso unglaublicher ist die Geschichte, wie all das umkippen konnte – über Nacht. (…) In einer einzigen Nacht (30. Januar 1933) ist die Weimarer Republik so weggegangen wie sie gelebt hat: auf Zehenspitzen. (…) Und dieses (offene) Berlin, das meine Freunde und ich sehr geliebt haben, war im Begriff, nicht mehr zu existieren.“

Die junge französische Auslandskorrespondentin wurde in den 1930er Jahren zur Beobachterin der Auswirkungen der Weltwirtschaftskrise, der brutalen Auseinandersetzungen zwischen der politischen Linken und Rechten, des Aufstiegs der Nationalsozialisten und der durch Franz von Papen und Alfred Hugenberg initiierten Machtübergabe an Adolf Hitler am 30. Januar 1933.
In der ZDF-Fernsehdokumentation Das Komplott von Peter Hartl und Klaus-Peter Wolf aus dem Jahr 2009 über die letzten Wochen vor der Machtübernahme durch Hitler werden die Ereignisse aus der reflektierten Sicht Landeis' erzählt und teils nachgespielt, die sie in ihren Aufzeichnungen und in Interviews festgehalten hat. Aus dem Off spricht Senta Berger Landeis' Alter Ego.

„Stéphane Roussel war eine exzellente Deutschlandkennerin und Augenzeugin, eine Kennerin Berlins in der damaligen Zeit. Sie war nahe an den Ereignissen und Personen und hatte als Korrespondentin gleichzeitig eine hinreichende Beobachtungsdistanz. Sie hatte eine sehr präzise Erinnerung und eine fast lyrische Sprache.“

Das Berlin der 1930er Jahre galt internationalen Korrespondenten als einer der weltweit begehrtesten Standorte. Zwischen 1933 und 1940 sollen allerdings mehr als einhundert ausländische Journalisten seitens des NS-Regimes des Landes verwiesen worden sein. Dabei spielten Walther Funk und nach ihm Otto Dietrich, Staatssekretäre im Reichsministerium für Volksaufklärung und Propaganda (RMVP), eine Schlüsselrolle. Beide agierten in einem konfliktreichen Konkurrenzverhältnis zum Auswärtigen Amt (AA), das für die Weitergabe offizieller Regierungsverlautbarungen an die internationale Presse zuständig war, während das RMVP für die aktive Propaganda im Ausland verantwortlich zeichnete.
Viele ausländische Journalisten, Diplomaten und Künstler der Reichshauptstadt trafen sich allabendlich in dem von Maria und Willy Lehmann geführten und stets bestens frequentierten italienischen Restaurant Die Taverne im Berliner Bezirk W 62 (Tiergarten), in der Kurfürstenstraße 124, Ecke Courbièrestraße. Lehmann war zur Stummfilmzeit Produzent gewesen, z. B. bei Filmen mit Pola Negri, Lya de Putti und Fritz Rasp (Komödianten, 1925). Dadurch kannten ihn sehr viele Filmschaffende. Bei den Gästen des Restaurants war allerdings Mehrheitsmeinung, dass das mit vielen zeitgenössischen Gemälden dekorierte Lokal Victor de Kowa und Luise Ullrich gehöre. Dort gingen Schauspielerinnen wie Olga Tschechowa, Korrespondenten wie Pierre J. Huss (International News Service), Louis Paul Lochner (Associated Press), William L. Shirer (Universal News Service, später für CBS), Sigrid Schultz (Chicago Tribune) oder deren Freundeskreis wie Martha Dodd, Mildred und Arvid Harnack, aber auch Verleger wie Donald Simon Klopfer (1902–1986), der Mitbegründer des Verlages Random House, ein und aus. Ab 1935 hörte dann verstärkt die Gestapo mit, aber auch ausländische Geheimdienste. Weitere Treffpunkte internationaler Korrespondenten waren die Alte Feuerwache an der Kaiser-Wilhelm-Gedächtniskirche oder der Verein der Ausländischen Presse in Deutschland (VAP). Zu ihrer journalistischen Arbeit während der Nazi-Zeit notierte Landeis damals: „Es kommt vor, dass wir uns nach Mitternacht irgendwo im Tiergarten treffen. Der häufigste Treffpunkt ist der Zoologische Garten – »hinter dem Tigerkäfig« oder »vor den Schimpansen«.“
Nach der erzwungenen Schließung des Berliner Korrespondentenbüros des Le Matin im Jahr 1938 verbrachte Landeis einige Monate in Frankreich, wo sie ihren späteren Ehemann kennenlernte und heiratete. Der Ausbruch des Krieges am 1. September 1939 überraschte sie jedoch während eines Aufenthalts in England. Roussel blieb daher dort und unterschrieb einen Vertrag für ihr erstes Buch über Deutschland, das sie jedoch nicht vollendete. Später äußerte sie sich froh darüber; eine Vollendung und Veröffentlichung wäre falsch gewesen. Vermutlich wäre es aus ihrer professionellen Sichtweise heraus damals zu emotional und nicht distanziert genug geraten.
Nach der Besetzung Frankreichs durch die deutsche Wehrmacht stieß Roussel, die eigentlich Kriegsberichterstatterin werden wollte, durch Philippe Barrès zu einer Gruppe französischer Journalisten um Pierre Comert (1880–1964), Charles und Georges Gombault sowie Louis Lévy. Diese publizierten in London die dort ab Juni 1940 mit britischer Unterstützung herausgegebene französische Exil-Tageszeitung France, die sozialistisch orientiert war und eine anti-gaullistische Haltung einnahm. Roussel arbeitete journalistisch an dem Exil-Blatt mit, das bis zur Befreiung von Paris in der zweiten Augusthälfte 1944 erschien.
Danach blieb Roussel aus privaten Gründen in London und arbeitete zunächst für Scoop, eine Division der Agence France-Presse. Als jedoch im November 1944 die Tageszeitung France Soir gegründet wurde, für deren Londoner Büro in der Folge auch mehrere Mitarbeiter des eingestellten Exil-Blatts France arbeiteten, wurde sie dort zweite Korrespondentin.
Als sie in der Nachkriegszeit die Chance bekam, nach Deutschland zurückzukehren, zögerte Roussel zunächst. Die französische Tageszeitung France Soir entsandte sie dann im Frühjahr 1951 als Auslandskorrespondentin in die Bundeshauptstadt Bonn, als Nachfolgerin des erkrankten Georges Kélber. Diese Position hatte sie bis 1980 inne, unterbrochen lediglich von einer kurzen Phase 1964/65, während der sie in der Pariser Redaktion das Ressort Außenpolitik leitete. Viel mehr reizte sie jedoch die Korrespondententätigkeit.
Durch die Beobachtung der von Konrad Adenauer dominierten Politik der neuen Bundesrepublik entwickelte sie sich zu einer Bewunderin des Bundeskanzlers, der sich für eine Aussöhnung mit Frankreich einsetzte. Umgekehrt war der Kanzler, zu dem Roussel einen durchaus persönlichen Kontakt entwickelt hatte, von der stets sehr elegant gekleideten Französin, die im provinziellen Bonn durch die von ihr getragene Mode und Arpège Parfum weltstädtische Akzente zu setzen vermochte, beeindruckt. Mit Turbanen von Elsa Schiaparelli fiel sie weithin auf und wurde zum Gesprächsthema.
Innerhalb von drei Jahrzehnten war Stéphane Roussel häufiger Gast des Internationalen Frühschoppens mit Werner Höfer im Deutschen Fernsehen und einer breiten deutschen Öffentlichkeit bekannt. In diesen Gesprächsrunden mit Journalisten aus verschiedenen Staaten, die sonntäglich zur Mittagszeit ein großes Publikum erreichten, versuchte sie, den Deutschen Frankreichs Politik transparenter zu machen. Nach einem Frühschoppen erhielt sie einen Zettel zugesteckt: „Madame, Sie waren großartig. In vorzüglicher Hochachtung, Ihr ergebener Herbert Wehner“. In Frankreich war sie über drei Jahrzehnte lang bemüht, das Bild, das die Franzosen von den Deutschen hatten, zurechtzurücken. Im Jahr 1962 nahm Roussel zusammen mit Per Sjögren das Amt der Vorsitzenden des Vereins der Ausländischen Presse in der Bundesrepublik Deutschland e. V. wahr.

### Ruhestand
Im hohen Alter verarbeitete sie ihre umfangreichen Aufzeichnungen und Erinnerungen in verschiedenen Buchveröffentlichungen, die überwiegend in deutscher Sprache erschienen sind.
Kurz vor Vollendung ihrer Arbeiten an dem Buch Die Hügel von Berlin Mitte der 1980er Jahre entdeckte sie, dass ihr gesamter Körper mit blauen Flecken übersät war. Im American Hospital von Neuilly-sur-Seine stellten Ärzte fest, dass bei ihr das System der Thrombozyten, das für die Blutgerinnung sorgt, zusammengebrochen war. Als Folge bestand für sie die Gefahr zu verbluten.
Nach ihrer Gesundung verarbeitete sie die Erinnerung an ihre erste Nacht in der Klinik mit der poetischen Reportage Jenseits der Nacht. Ihre Berliner Novellen haben stark autobiographische Bezüge in die 1930er Jahre.

„…poetisch, schmerzhaft und schön. Sage noch einer, Journalismus könne keine Literatur sein. Die Sorgsamkeit der Sprache ist beispielhaft.“

Kurz vor ihrem Tod hatte der Regisseur Peter Hartl Gelegenheit, Roussel für eine geplante historische TV-Dokumentation aus der reflektierten Sicht von Zeitzeugen zur Phase vor, während und nach der Machtübernahme Hitlers zu befragen, wofür sie sich nach Angaben Hartls in einem Interview mit Radio France Internationale trotz ihres weit fortgeschrittenen Alters mit hoher Professionalität und Präzision vorbereitete, obwohl es die über Neunzigjährige sichtlich anstrengte und erschöpfte.
Stéphane Roussel starb im Alter von 96 Jahren in der französischen Hauptstadt.

## Werke
- Deutschland – ein Irrenhaus. 1939/40 (unvollendet, unveröffentlicht)
- Les collines de Berlin – Un regard sur l’Allemagne, Éditions Mazarine, Paris 1985, ISBN 2-86374-130-6. Deutsch als:
  - Die Hügel von Berlin. Erinnerungen an Deutschland. Rowohlt Verlag, Reinbek 1989, ISBN 978-3-499-18581-6.
- Jenseits der Nacht - eine Reportage.  Rowohlt Verlag, Reinbek 1990, ISBN 978-3-498-05721-3.
- Todesnähe – Erlebnisse jenseits der Nacht. Rowohlt Verlag, Reinbek 1994, ISBN 978-3-499-19657-7.
- Berliner Novellen. Rowohlt Verlag, Reinbek 1995, ISBN 978-3-498-05739-8.

## Audio
- Hörfunk-Interview: Pascal Thibaut befragt Peter Hartl zu Stéphane Roussel, 6:48 Min.

## Videos
- Peter Hartl und Klaus-Peter Wolf: Das Komplott, 1. Folge der dreiteiligen ZDF History-Reihe Die Machtergreifung, Erstsendung am 10. März 2009, Off-Sprecherin der Reflexionen von Stéphane Roussel: Senta Berger 43:49 Min., abgerufen am 25. März 2017.
- Stéphane Roussel: Falsche Normalität. Roussel äußert sich zu der Frage einer Teilnahme an den Olympischen Spielen 1936 in Berlin, 1:12 Min. (Interview: Peter Hartl), abgerufen am 25. März 2017.
- Stéphane Roussel: Weniger Uniformen. Roussel äußert sich zur scheinbaren Liberalisierung während der Olympischen Spiele 1936 in Berlin, 0:49 Min. (Interview: Peter Hartl), abgerufen am 25. März 2017.
- Die Nationalsozialisten feiern die Legende ihrer Machtergreifung. Roussel äußert sich zur Lage der Nationalsozialisten Ende 1932/Anfang 1933, 3:22 Min. Auf: focus.de, abgerufen am 25. März 2017.